# Algasing
Algasing ist ein Gemeindeteil der Stadt Dorfen, der nur aus den zahlreichen Bauten des Klosters Algasing und des Pflegeheims der Barmherzigen Brüder besteht. Der Ort liegt knapp 500 Meter östlich von Eibach und fünf Kilometer nordöstlich von Dorfen. Bis 1859 bestand er aus dem Rittergut des Edelgeschlechts der Algasinger.

## Geschichte
Der Ort wurde erstmals 1140 als „Adelgisingen“ genannt. Das Geschlecht der Algasinger von Algasing ist schon im Mittelalter als edelfreies Bauerngeschlecht nachweisbar.  

Der letzte Besitzer Kaspar Algasinger verkaufte den Besitz 1859 an den Dorfener Pfarrer Anton Schmitter, der darin ein Heim für verlassene arme Kinder einrichtete. Seit 1868 gehört das Gut den Barmherzigen Brüdern, die dort bis 1965 ein Volksschulinternat unterhielten, bis sie das mittlerweile ausgebaute Algasing in ein Pflegeheim mit integrierter Werkstätte für behinderte Menschen umwandelten. 1875 wurde die Klosterkirche errichtet. 

Der ehemalige Gutshof des edelfreien Bauerngeschlechts Algasinger

Der Ort hatte von 1898 bis 1993 (gemeinsam mit Eibach) eine Station an der Bahnstrecke Dorfen–Taufkirchen–Velden.

## Sehenswürdigkeiten
- Die Klosterkirche St. Josef ist ein Bau im Stil des Historismus, der romanische und barocke Elemente im äußeren Erscheinungsbild verbindet. Die Kirche hat ein vierachsiges Langhaus, an das ein kurzer Chor mit dreiseitigem Schluss anschließ. 1967/68 wurde sie umgestaltet, dabei wurde vieles von der Ausstattung aus der Erbauungszeit von 1875 entfernt.
- Der Konventstrakt, das Refektorium und die Bibliothek besitzen reichen Stuck von 1905.

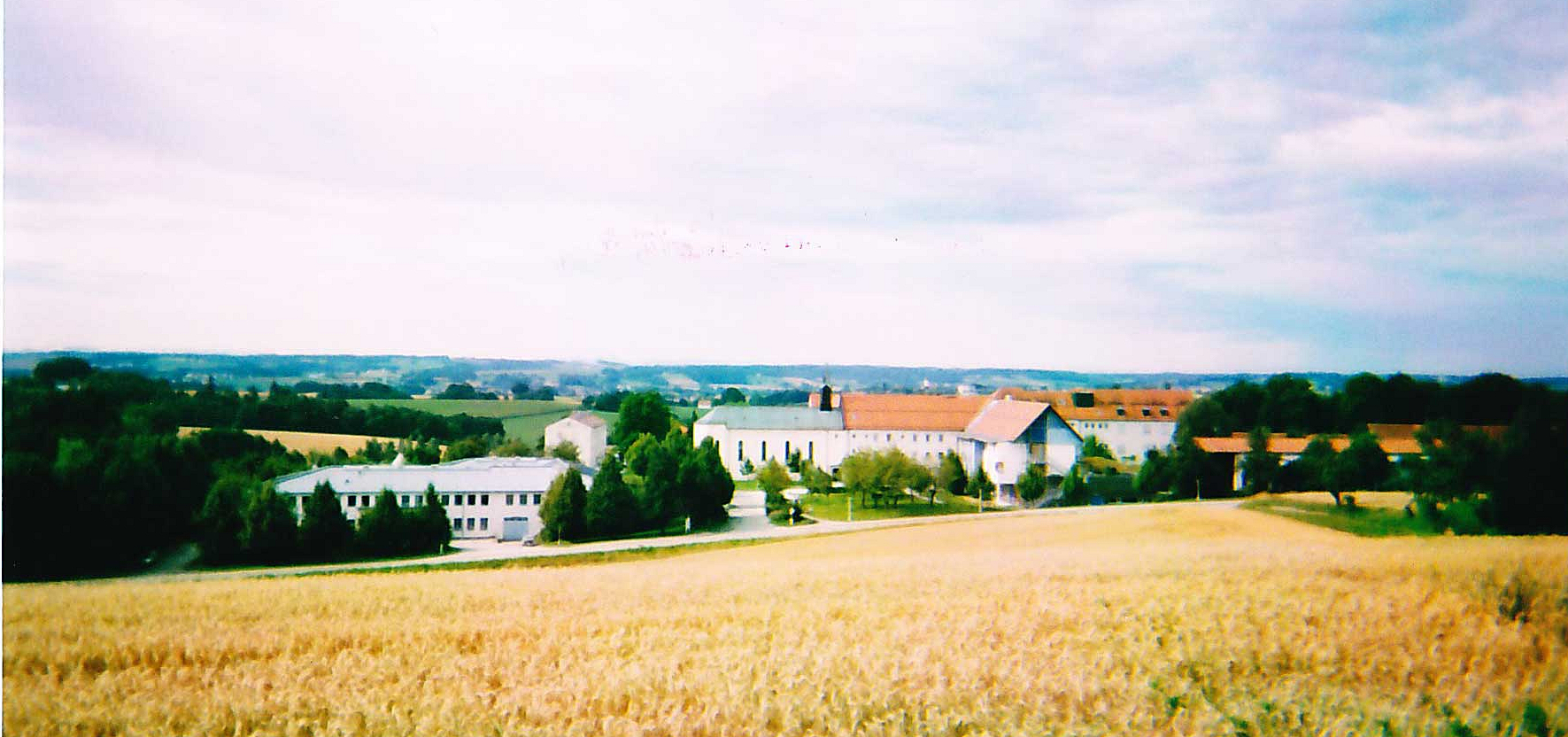
Algasing von Norden